# Shabti

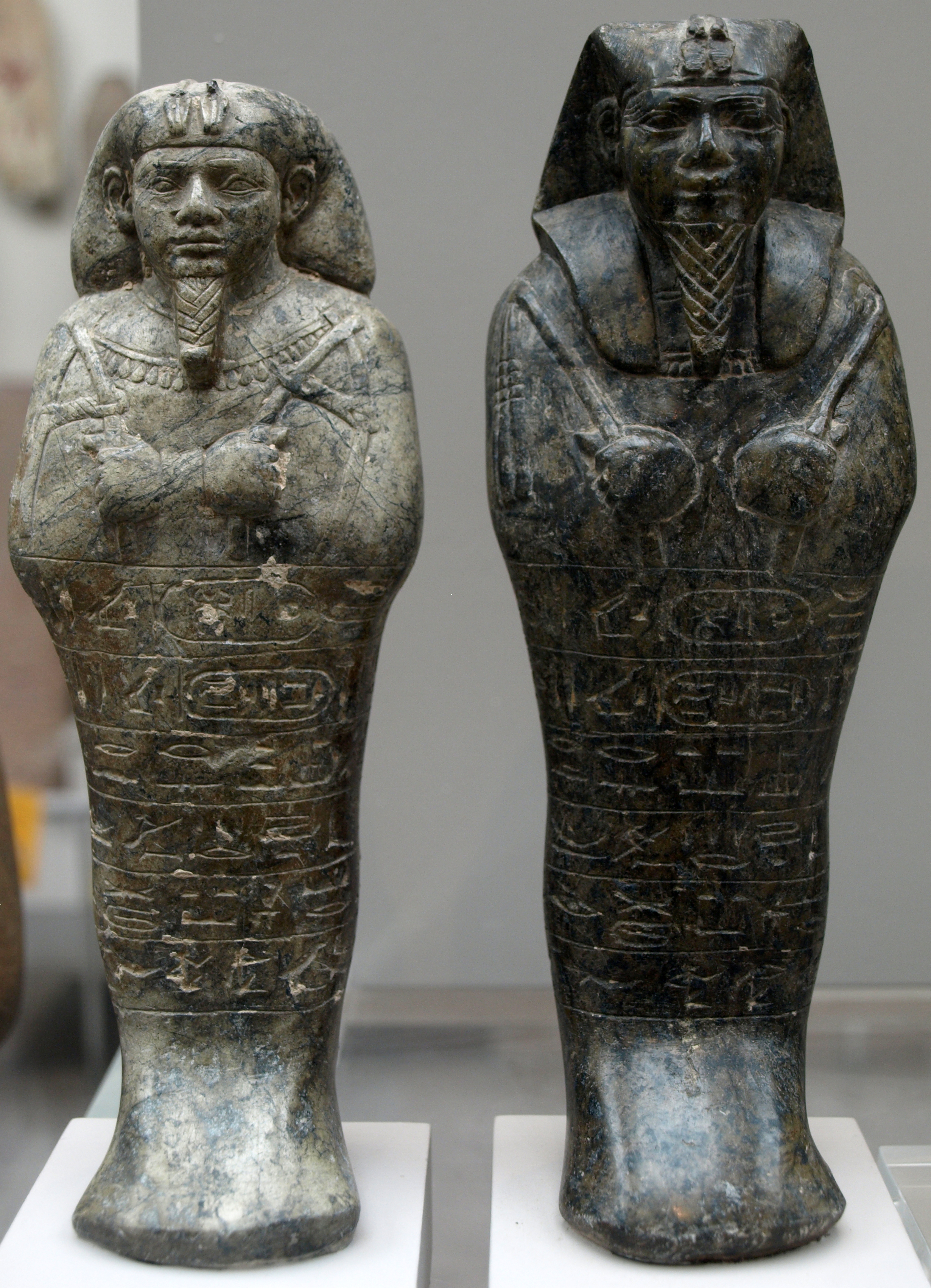
Par de ushebtis do faraó Senkamanisken, esculpidos em pedra-sabão, 643-623 a.C. Museu Britânico, Londres.

Shabti, shauabti ou chauabti, dentre outras variações, é o termo que designa um tipo de estatueta funerária egípcia de aspecto mumiforme, destinada a substituir o falecido na execução dos seus afazeres após a morte. Recebem a denominação ushebti, uchebti ou ushabti, dentre outras, os exemplares executados a partir da XXI dinastia, quando a passam a representar não somente o defunto, mas também seus servidores.
A princípio, eram moldadas em cera ou a partir do lodo retirado do rio Nilo. Como o tempo, tornam-se mais sofisticadas, passando a ser executadas em diversos suportes distintos, como madeira, pedra, terracota, porcelana e, mais esporadicamente, bronze. Na Época Baixa, quando predominam os exemplares em cerâmica verde e azul, os ushebtis adquirem novos detalhes no modelado, como pedestais, pilares dorsais e características típicas da estatuária do período saíta, como o sorriso das figuras.

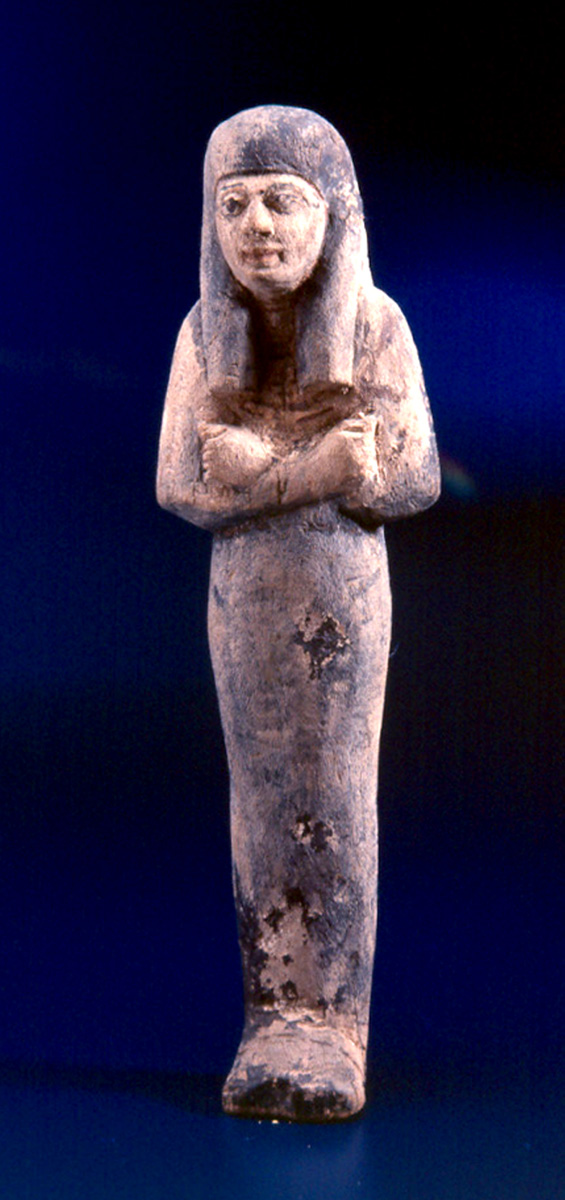
Shabti, 1550-1070 a.C. Casa Museu Eva Klabin